# بانویت
بانویت (انگلیسی: Banvit) شرکت کشاورزی ترک است، که در سال ۱۹۶۸ تأسیس شد.